# Takahē

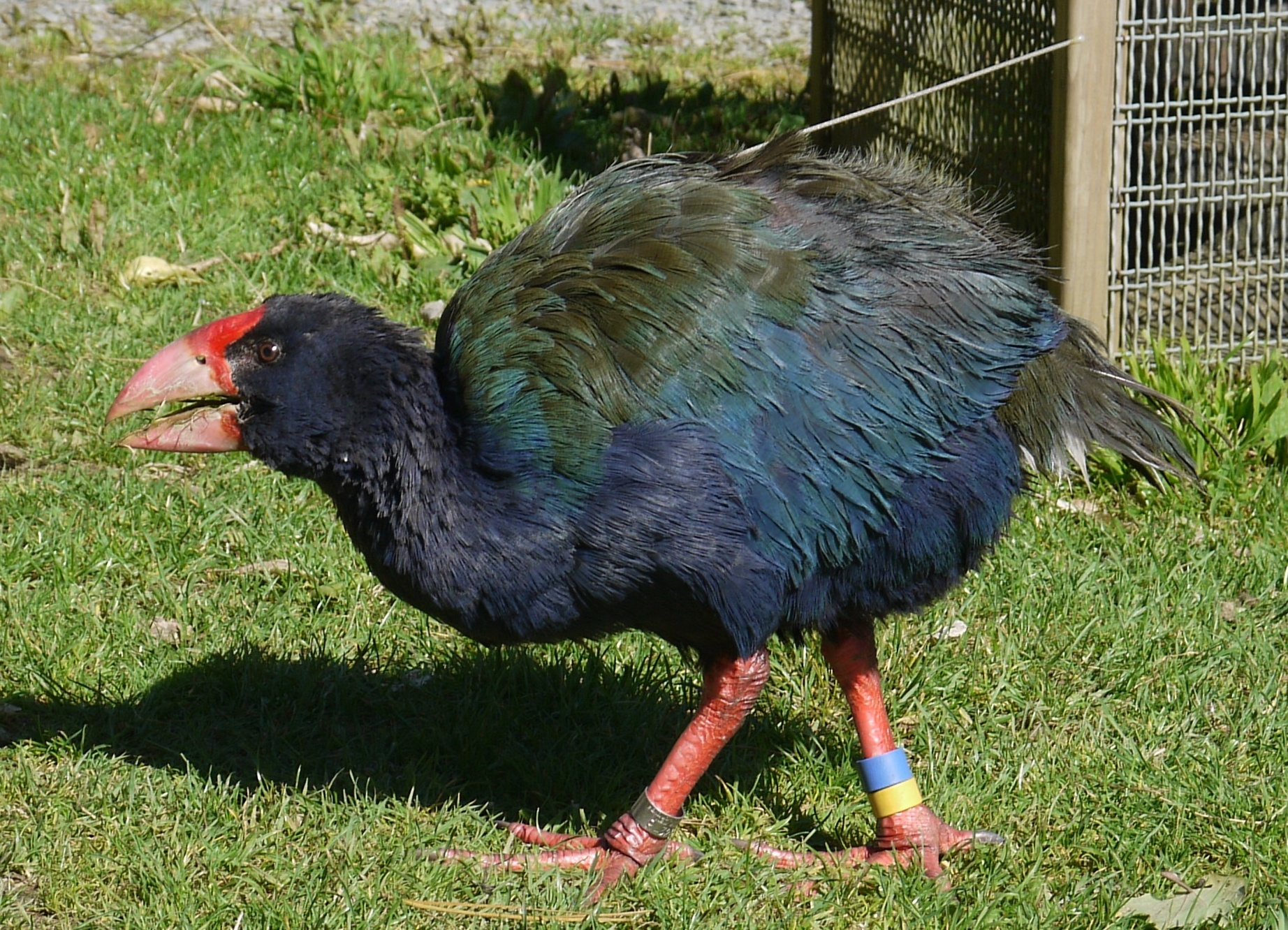
Südinseltakahe (Porphyrio hochstetteri)

Als Takahē oder Blauralle bezeichnet man zwei einander sehr ähnliche flugunfähige Vogelarten Neuseelands: die Südinseltakahe (Porphyrio hochstetteri) und die ausgestorbene Nordinseltakahe (Porphyrio mantelli), die zu den Purpurhühnern zählen.
1848 beschrieb Richard Owen anhand von Knochenfunden (Schädel und Brustbein), die Walter B. Mantell 1847 gemacht hatte, die Nordinseltakahe unter dem Namen Notornis mantelli. 1849 fingen Seeleute bei der Robbenjagd eine Südinseltakahe, die Owen als derselben Art zugehörig beschrieb wie die Knochenfunde von 1847. Die Südinseltakahe wurde zuerst 1883 von Adolf Bernhard Meyer als Notornis hochstetteri benannt. Die Gattung Notornis umfasste damit zwei Arten flugunfähiger Rallen. 1923 wurde erstmals wieder vorgeschlagen, die Nordinsel- und die Südinseltakahe als Unterarten einer einzigen Art zu führen, die dann N. mantelli subsp. mantelli und N. mantelli subsp. hochstetteri hießen. Das wurde in den folgenden Jahren allgemein akzeptiert.
1988 setzte sich die Auffassung durch, dass Takahēs sehr nahe mit dem Purpurhuhn (Porphyrio porphyrio) verwandt sind und sich erst vor etwa 2 Millionen Jahren von ihm abgetrennt haben. Deshalb werden sie heute trotz der durch die Flugunfähigkeit bedingten Änderungen des Skeletts der Gattung Porphyrio zugeordnet.
1996 wurde durch eine morphometrische Untersuchung bestätigt, dass es sich bei den beiden Takahēs um getrennte Arten handelt. Durch Trewick wurde 1997 bewiesen, dass sich die beiden Arten genetisch so sehr unterscheiden, dass sie nicht nur unterschiedliche Arten sind, sondern sich auch noch unabhängig voneinander aus derselben Art oder zwei nahe verwandten ähnlichen flugfähigen Arten entwickelt haben.